# Dvora Necer
Dvora Necer (hebrejsky דבורה נצר‎, rodným jménem Dvora Nosoviscky, דבורה נוסוביסצקי‎; 1. května 1897 – 4. ledna 1989) byla izraelská politička a poslankyně Knesetu za strany Mapaj, Ma'arach, Izraelská strana práce a opět Ma'arach.

## Biografie
Narodila se ve městě Mena v tehdejší Ruské říši (dnes Ukrajina). Na Ukrajině vystudovala střední školu a univerzitu. V roce 1925 přesídlila do dnešního Izraele, kde v letech 1925–1949 pracovala jako učitelka a ředitelka školy pro pracující mládež.

## Politická dráha
V Rusku se angažovala v socialistické sionistické straně, předtím také v organizaci he-Chaluc. Po přesídlení do Izraele se zapojila do činnosti stran Achdut ha-avoda a Mapaj. Byla členkou ústředního výboru Mapaj a ústředního výboru ženské organizace Na'amat. Zasedala v ženské zaměstnanecké radě. Založila Organizaci pro pracující matky v Tel Avivu a v letech 1933–1967 byla její tajemnicí.
V izraelském parlamentu zasedla poprvé už po volbách v roce 1949, ve kterých byla kandidátkou strany Mapaj. Byla členkou parlamentního výboru pro veřejné služby a výboru pro vzdělávání a kulturu. Mandát obhájila za Mapaj ve volbách v roce 1951. Opět usedla do výboru pro veřejné služby a výboru pro vzdělávání a kulturu. Zvolení se dočkala na kandidátce Mapaj i ve volbách v roce 1955. Byla členkou parlamentního výboru pro veřejné služby, výboru House Committee a výboru pro vzdělávání a kulturu. Za Mapaj uspěla i ve volbách v roce 1959. Byla členkou výboru pro veřejné služby, výboru House Committee, výboru pro ústavu, právo a spravedlnost, výboru pro zahraniční záležitosti a obranu a výboru pro vzdělávání a kulturu. Znovu se v Knesetu objevila po volbách v roce 1961, kdy kandidovala opět za Mapaj. Stala se členkou výboru pro veřejné služby a výboru pro vzdělávání a kulturu. Předsedala výboru House Committee. Opětovně byla zvolena ve volbách v roce 1965, nyní na kandidátce formace Ma'arach. V průběhu volebního období dočasně přešla s celou stranou do poslaneckého klubu Strany práce, který se pak ale vrátil k názvu Ma'arach. Zastávala post členky výboru pro veřejné služby, výboru House Committee a výboru pro vzdělávání a kulturu. Byla také místopředsedkyní Knesetu. Ve volbách v roce 1969 poslanecký mandát neobhájila.